# Saint-Armel, Morbihan
Saint-Armel (tiếng Breton: Sant-Armael) là một xã ở tỉnh Morbihan trong vùng Bretagne tây bắc Pháp. Xã này có diện tích 7,95 km², dân số năm 1999 là 707 người. Khu vực này có độ cao từ 0-17 mét trên mực nước biển.
Cư dân của Saint-Armel danh xưng trong tiếng Pháp là Armelois.